# سیارک ۵۲۸۲
سیارک ۵۲۸۲ (به انگلیسی: 5282 Yamatotakeru، نامگذاری:1988VT) پنج هزار و دویست و هشتاد و دومین سیارک کشف شده‌است که در ۲ نوامبر ۱۹۸۸ کشف شد.
قدر مطلق سیارک برابر ۱۲٫۸۰ است.